# Maclear (Sudafrica)
Maclear è un centro abitato del Sudafrica, situato nella provincia del Capo Orientale.